# Ebba Lindqvist

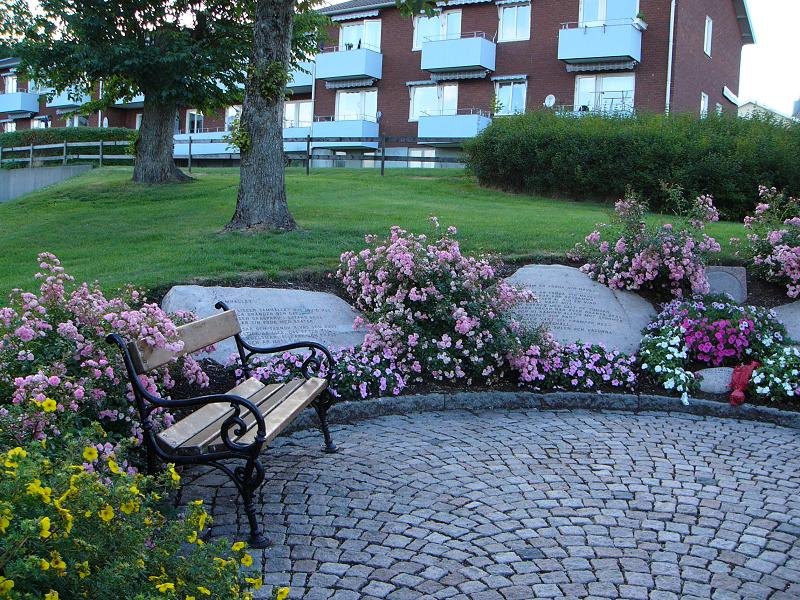
Ebba Lindqvists plats i Grebbestad.

Ebba Helfrid Lindqvist, från 1934 Lindqvist-Galéen, född 7 april 1908 i Oscar Fredriks församling, Göteborgs och Bohus län, död 5 september 1995 i Varberg, var en svensk författare.

## Biografi
Ebba Lindqvist, vars föräldrar var folkskollärare, växte upp i Grebbestad. Efter realexamen i Strömstad och studentexamen vid Sigrid Rudebecks gymnasium 1926 kom hon till Uppsala, och blev 1933 fil. mag. vid Uppsala universitet. Hon arbetade sedan som lärare i svenska vid Göteborgs gymnasium för flickor, och därefter vid en realskola i samma stad. Under åren 1949–1956 verkade hon som lyrikkritiker i Göteborgs Handels- och Sjöfartstidning.
Debuten skedde 1931 med diktsamlingen Jord och rymd, men hennes verkliga genombrott kom med Fiskläge (1939) som skildrar livet i Bohusläns skärgård. Hon tillhörde 1930-talsgenerationen bland svenska lyriker, och skriver i gränslandet mellan tradition och modernism. År 1939 flyttade först Lindqvists make och sedan Ebba Lindqvist själv med sina två barn till New York. De vågade inte stanna i Sverige när andra världskriget kom allt närmare, då maken var av judisk börd och hade emigrerat från Nazityskland. Lindqvists intryck av New York omsattes i Manhattan (1943) och i novellsamlingen Vägen till Jeriko (1946).
Efter kriget flyttade hela familjen tillbaka till Göteborg och fick sitt tredje barn. Efter några år lämnade de Sverige igen, eftersom maken i sitt arbete placerades utomlands. De bodde först en tid i Libanon och sedan i Nairobi i Kenya. 1958 kom diktsamlingen Karavan med motiv från Främre Orienten. 1964 kom Resa mellan fyra väggar, vars motiv till stor del är hämtade från Bibeln. 
Många av Ebba Lindqvists dikter har tonsatts. Tonsättaren Gösta Nystroems Sinfonia del mare är uppbyggd kring hans tonsättning av Lindqvists dikt Det enda. Andra kompositörer som gjort musik till Lindqvists dikter är Torsten Sörenson, Åke Hermansson, Alfred Janson, Maurice Karkoff, Lars Edlund, Hilding Hallnäs, Stefan Forssén, Martin Bagge, Vivan Myhrwold Lassen och Henrik Mossberg. 
I Grebbestad har Tanums kommun och grebbestadsprinsarna anlagt minneslunden Ebba Lindqvists Plats med fyra av hennes dikter ristade på bastanta stenblock.

### Privatliv
Ebba Lindqvist var dotter till folkskolläraren Johan Anton Lindqvist och Selma Maria, född Larsson. Hon gifte sig 1934 med direktören och civilekonomen Ivar Galéen (1909–1985), son till regissören Henrik Galeen. Tillsammans hade de barnen Anne-Marie, gift Blom (född 1934), Monica (född 1936) och Henrik (född 1947).

### Samlingar och urval
- Hon som älskade havet : samlade dikter. Partille: Warne. 1997. Libris 7757790. ISBN 9186424556 - Återger Lindqvists 14 diktsamlingar, utgivna 1931-1966, samt har en kort inledning av förläggaren Kjell Warne.
  -  Hon som älskade havet : samlade dikter : med bilder ur hennes liv (3., omarbetade och utökade uppl). Sävedalen: Warne. 2009. Libris 11588842. ISBN 9789185597239

## Priser och utmärkelser
- 1949 – Tidningen Ny Tids kulturpris (tillsammans med Gösta Nystroem)
- 1951 – Boklotteriets stipendiat
- 1970 – Bellmanpriset
- 1970 – Ferlinpriset
- 1970 – Göteborgs och Bohus läns landstings kulturpris
- 1970 – Författarnas kulturpris (utdelat av Författarförbundet)
- 1986 – Tanums kommuns kulturpris ”för sitt betydande litterära konstnärskap, särskilt för de redan klassiska dikterna om den bohuslänska skärgården med bakgrund i den grebbestadsmiljö hon växte upp i och ständigt återvänt till.”